# Saison 2015 du Machine de l'Ohio
La saison 2015 du Machine de l'Ohio est la 4e saison de la franchise au sein de la Major League Lacrosse. Le Machine entre dans cette saison en ayant terminé à la 4e place de la saison régulière 2014 et en ayant été éliminé en demi-finale des playoffs par les Rattlers de Rochester.

## Drafts

### Supplemental draft
La Supplemental Draft de la MLL s'est tenue le 17 décembre 2014.
| Nom               | Repêchage | Position  |
| ----------------- | --------- | --------- |
| Ty Souders        | 3e        | Défenseur |
| Steven Boyle      | 5e        | Attaquant |
| Martin Chaill     | 13e       | Milieu    |
| Zach Palmer       | 21e       | Attaquant |
| Roger Ferguson    | 29e       | Défense   |
| Trevor Timmerberg | 37e       | Milieu    |
| RG Keenan         | 45e       | Milieu    |
| Stefan Schroder   | 53e       | Gardien   |
| James Delanay     | 61e       | Milieu    |
| Derek Muzio       | 69e       | Défense   |
| Andrew Barton     | 77e       | Milieu    |
| Tom LaCrosse      | 85e       | Milieu    |
| Carter Bender     | 93e       | Milieu    |

### Collegiate draft
La Collegiate Draft 2015 s'est tenue le 23 janvier 2015.
| Nom             | Repêchage | Université                     | Position  |
| --------------- | --------- | ------------------------------ | --------- |
| Jimmy Bitter    | 22e       | Université de Caroline du Nord | Attaquant |
| Ryan Izzo       | 27e       | Université du Massachusetts    | Milieu    |
| Matt MacMahon   | 35e       | Université de Pennsylvanie     | Défenseur |
| Brian Kormondy  | 42e       | Université du Delaware         | Milieu    |
| Austin Geisler  | 49e       | Université High Point          | Gardien   |
| John Reicherter | 50e       | Université Hofstra             | Milieu    |
| David Planning  | 57e       | Université d'État de l'Ohio    | Milieu    |

## Calendrier et résultats
| Match | Date       | Adversaire | Résultat     |
| ----- | ---------- | ---------- | ------------ |
| 1     | 12 avril   | @ Lizards  | D 14-8       |
| 2     | 19 avril   | Outlaws    | D 13-14      |
| 3     | 3 mai      | @ Bayhawks | V 9-12       |
| 4     | 9 mai      | @ Launch   | D 15-12      |
| 5     | 16 mai     | Hounds     | V 14-10      |
| 6     | 24 mai     | Launch     | V 20-12      |
| 7     | 29 mai     | @ Outlaws  | V 12-18      |
| 8     | 5 juin     | @ Hounds   | V 12-14      |
| 9     | 20 juin    | Bayhawks   | D 11-12 (OT) |
| 10    | 28 juin    | @ Rattlers | V 12-17      |
| 11    | 4 juillet  | Rattlers   | D 15-16      |
| 12    | 11 juillet | @ Cannons  | V 12-19      |
| 13    | 18 juillet | Lizards    | V 14-9       |
| 14    | 25 juillet | Cannons    | V 17-16      |